# 亞瓜斯國家公園

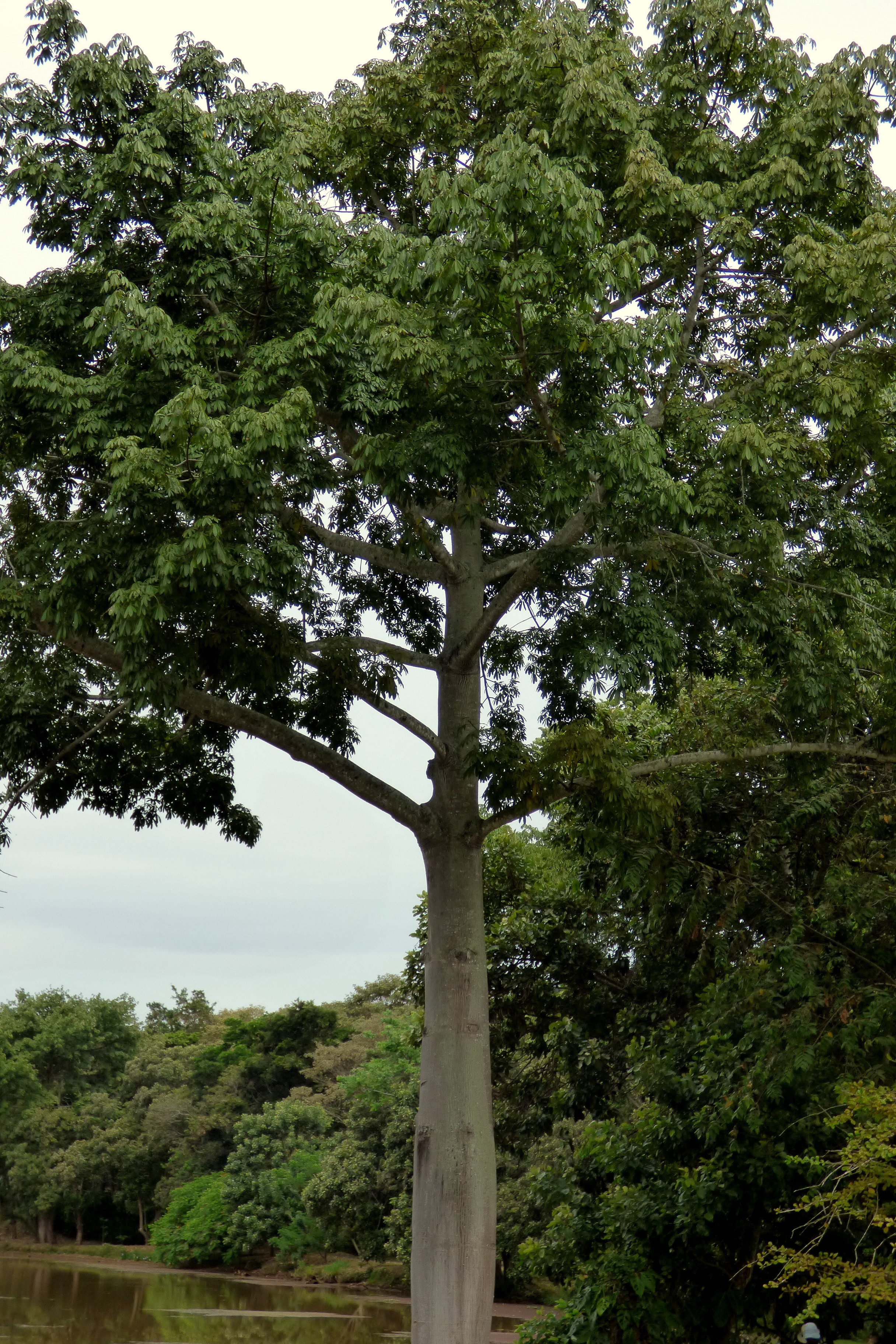
木棉

亞瓜斯國家公園是秘魯的國家公園，位於該國東北部洛雷托大區，鄰近與哥倫比亞接壤的邊境，成立於2018年1月11日，面積8,689平方公里。